# حجر البدري (مودية)

تعديل مصدري - تعديل

حجر البدري هي إحدى قرى عزلة مودية بمديرية مودية التابعة لمحافظة أبين، بلغ تعداد سكانها 256 نسمة حسب تعداد اليمن لعام 2004.